# NGC 2820
NGC 2820 é uma galáxia espiral barrada (SBc/P) localizada na direcção da constelação de Ursa Major. Possui uma declinação de +64° 15' 31" e uma ascensão recta de 9 horas, 21 minutos e 46,0 segundos.
A galáxia NGC 2820 foi descoberta em 3 de Abril de 1791 por William Herschel.